# ILIKE 105
iLIKE 105 è stato un talk-show italiano in onda su iLIKE.TV dal gennaio 2012, co-prodotto con Radio 105. A condurlo sono proprio tre DJ di Radio 105, Ylenia Baccaro (da 105 Non Stop), Mitch e Squalo (da Tutto esaurito), in ogni puntata è un cantante che si racconta e guarda ciò che i fan gli hanno creato sulla community del canale televisivo, eleggendo il "Best Fan" al quale andrà come premio il cd autografato che ha presentato in trasmissione.
Il programma è girato nello studio Arena di Radio 105. La sigla ha la musica della canzone Barbra Streisand dei Duck Sauce, dove nella parte parlata viene sostituito "Barbra Streisand" con "105" e "iLIKE 105" (in entrambi i casi il numero 105 è pronunciato all'inglese, "one-o-five"), mentre le immagini vedono protagonisti i tre conduttori e il logo presentati su di una skyline notturna, e in un palazzo si possono vedere alcuni spezzoni del videoclip "Noi solo noi" di Ylenia.